# ニコルに夢中
『ニコルに夢中』（原題: Drive Me Crazy）は、1999年のアメリカ合衆国の映画。

## ストーリー
幼馴染でお隣同士のニコルとチェイス。昔は仲良しだった二人も、高校三年生になった今では疎遠になってしまった。ニコルは学校の百年祭の実行委員会を務めているが、一方でチェイスは仲間とつるんでいたずらばかり。ニコルはバスケ部のリーダーであるブラッドから気のあるそぶりを見せられたので、ニコルは百年祭でブラッドに誘われるものとばかり思っていたが、ブラッドは直前になって別のパートナーを選んでしまう。ちょうど同じころ、チェイスが恋人を失ったことを知っていたニコルは、「百年祭に誘って欲しい」と彼に電話をかけたのだった。

## キャスト
| 役名               | 俳優                       | 日本語吹替   |
| ------------------ | -------------------------- | ------------ |
| ニコル・マリス     | メリッサ・ジョーン・ハート | 石塚理恵     |
| チェイス・ハモンド | エイドリアン・グレニアー   | 川島得愛     |
| マリス氏           | スティーヴン・コリンズ     | 大滝進矢     |
| アリシア           | スーザン・メイ・プラット   | 小池亜希子   |
| デイヴ             | マーク・ウェバー           | 岸尾だいすけ |
| レイ               | クリス・パーク             |              |
| ブラッド           | ガブリエル・カーペンター   | 平川大輔     |
| ダルシー           | アリ・ラーター             |              |
| クロエ             | ローデス・ベネディクト     |              |
| ディー             | ケリー・リン・プラット     |              |